# Daniela Ceccarelli
Daniela Ceccarelli (Frascati, 25 de septiembre de 1975) es una deportista italiana que compitió en esquí alpino. Su hija Lara Colturi compite en el mismo deporte, pero representando a Albania.

## Trayectoria
Participó en dos Juegos Olímpicos de Invierno, en los años 2002 y 2006, obteniendo una medalla de oro en Salt Lake City 2002, en la prueba de supergigante.
En la Copa del Mundo consiguió tres podios en total.
En 2002 fue nombrada comendadora de la Orden al Mérito de la República Italiana y recibió el Collar de Oro al Mérito Deportivo del CONI.
Trabajó como comentarista deportiva para la RAI.

## Palmarés internacional
| Juegos Olímpicos | Juegos Olímpicos                | Juegos Olímpicos | Juegos Olímpicos |
| Año              | Lugar                           | Medalla          | Prueba           |
| ---------------- | ------------------------------- | ---------------- | ---------------- |
| 2002             | Salt Lake City (Estados Unidos) | Medalla de oro   | Supergigante     |